# Wybieranie ustalone
Wybieranie ustalone (FDN; ang.  Fixed Dialing Number) – usługa telefonii komórkowej umożliwiająca nawiązywanie połączeń tylko z wcześniej ustalonymi numerami telefonów. Numery wybierania ustalonego są dodawane do tzw. listy kontaktów FDN. Aby zarządzać usługą wybierania ustalonego, użytkownik musi wprowadzić kod PIN2 przypisany do danej karty SIM w celu zapewnienia ochrony przed nieautoryzowanymi zmianami w usłudze.
Jeżeli użytkownik spróbuje nawiązać połączenie z numerem telefonu nieznajdującym się na liście wybierania ustalonego, na wyświetlaczu telefonu komórkowego zostanie wyświetlona informacja o nałożonym ograniczeniu. Usługa wybierania ustalonego jest najczęściej wykorzystywana przez rodziców, aby kontrolować rozmowy swoich dzieci.